# 李萬居
李萬居（1901年7月22日—1966年4月9日），字孟南，男，臺灣雲林縣口湖鄉梧北村人，法國巴黎大學畢業，中國青年黨資深黨員。他是知名的報人與政治家，與郭雨新、許世賢、郭國基、吳三連、李源棧等人並稱臺灣省議會的「五龍一鳳」，有魯莽書生的稱號。兒子是曾任香港中文大學政治與行政學系系主任的李南雄。

## 出身與赴法留學
李萬居出身於貧農家庭，九歲時喪父，母親又由於日本保警的不時催租而自縊身亡，使得李萬居一生都有反日的思想。李萬居早年受業漢塾，後前往中國大陸就讀於上海國民大學，民初後與鄧小平等人一同參與留法勤工儉學運動，前往法國留學。並且於在法國留學時加入了以民族主義為號召的中國青年黨，與曾琦、李璜等人相熟。
李萬居畢業於法國巴黎大學社會系後，首先於上海任教於江南學院，後因為抗日戰爭之故而轉往香港，後又從廣東、廣西等道路前往重慶，投奔國民政府。在重慶的四年間，李萬居在軍事委員會國際問題研究所主任，研究戰時日本的戰略與外交，並且常常發表相關社評；除此之外李萬居也協助組織台灣同盟會，為光復台灣進行組織。

## 參政與公論報社
1945年9月，李萬居隨台灣省行政長官公署赴台灣進行接收，他拒絕接收銀行，而出任《台灣新生報》社長，後出任董事長；李萬居在二二八事件中被視為半唐山，險成為受難者。二二八之後，李萬居1947年與陳其昌等自辦《公論報》，揭示「民主」、「自由」、「進步」的理念，使得公論報有「台灣《大公報》」的美稱。
李萬居除了是《公論報》負責人外，也從1946年4月當選第一屆台灣省參議會議員，並擔任副議長，並於同年10月31日當選制憲國民大會台南縣代表，和其他17名台灣省國代共赴南京完成制憲國民大會會議，通過新憲法並於12月25日實施；1953年台灣省議會成立後，又連續當選四屆台灣省議員，為中國青年黨於雲林縣打下深厚基礎。而李萬居在議壇上言人所不敢言，在報紙上報導有關官方缺失，雖然讓李萬居成為與郭雨新、許世賢、郭國基、吳三連、李源棧譽為「五龍一鳳」的省議員，但也使得李萬居一直都是官方鎖定的對象，其於台北市康定路的居所甚至於被一把無名火燒毀。而各大官方單位也從不在《公論報》上購買廣告版面，《公論報》所需要的白報紙也一直長期缺乏。

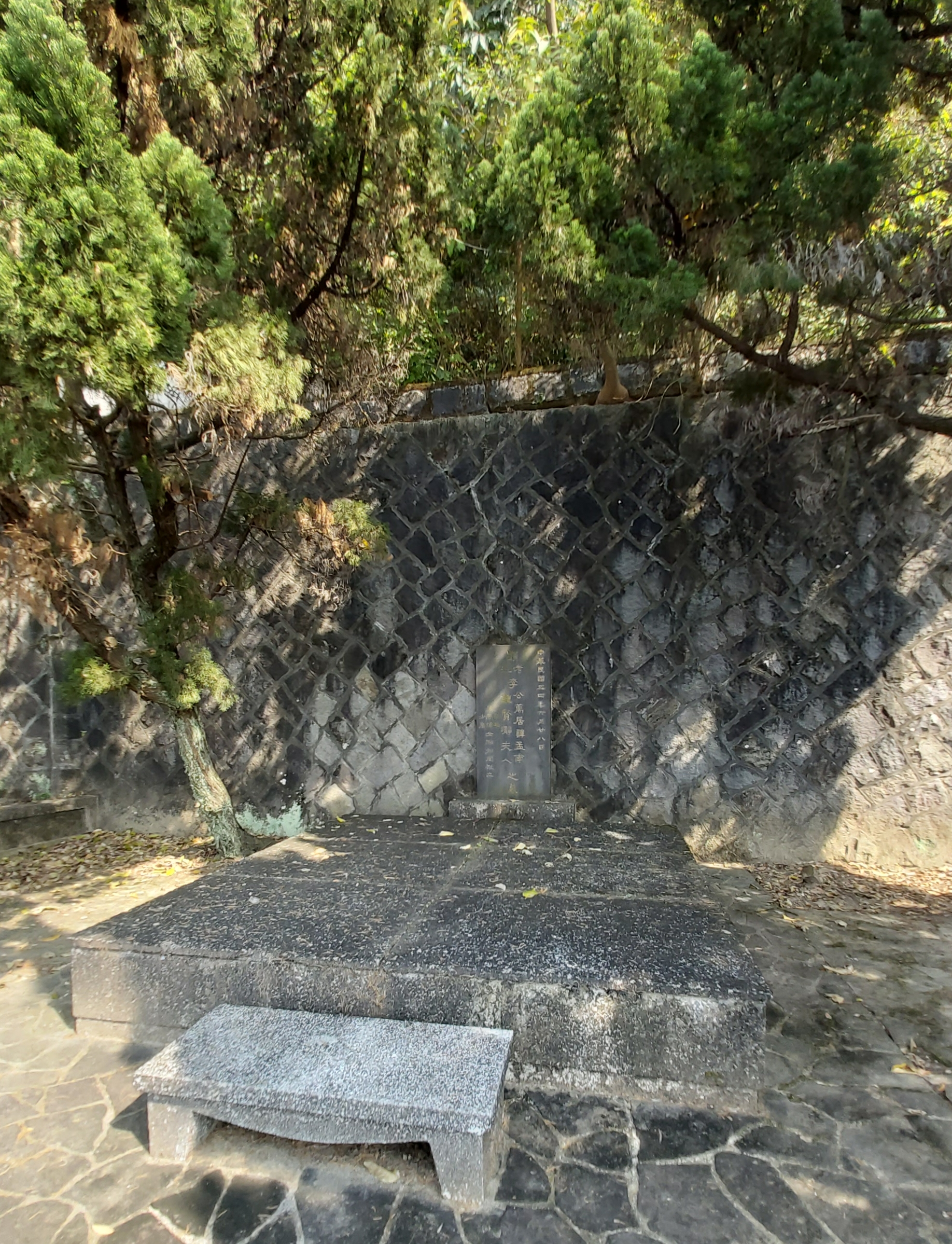
李萬居在陽明山第一公墓的墓地

中國青年黨是一個沒有實質反對黨功能的衛星黨，李萬居一直有籌組一個實質反對黨的計劃，除出任「中國地方自治研究會」發起人之外，並且與雷震有所連繫；1960年雷震被捕後，當局便開始進行對李萬居的打擊，讓台北市議會議長張祥傳以藉著購買增資股權，以及當局司法手段的兩面手法，奪取《公論報》的經營權。李萬居雖然仍然有心辦一份給青年人的雜誌，但是因為糖尿病的舊疾復發與妻子的遽逝，而於1966年4月9日溘然長逝。

## 身後與歷史評價

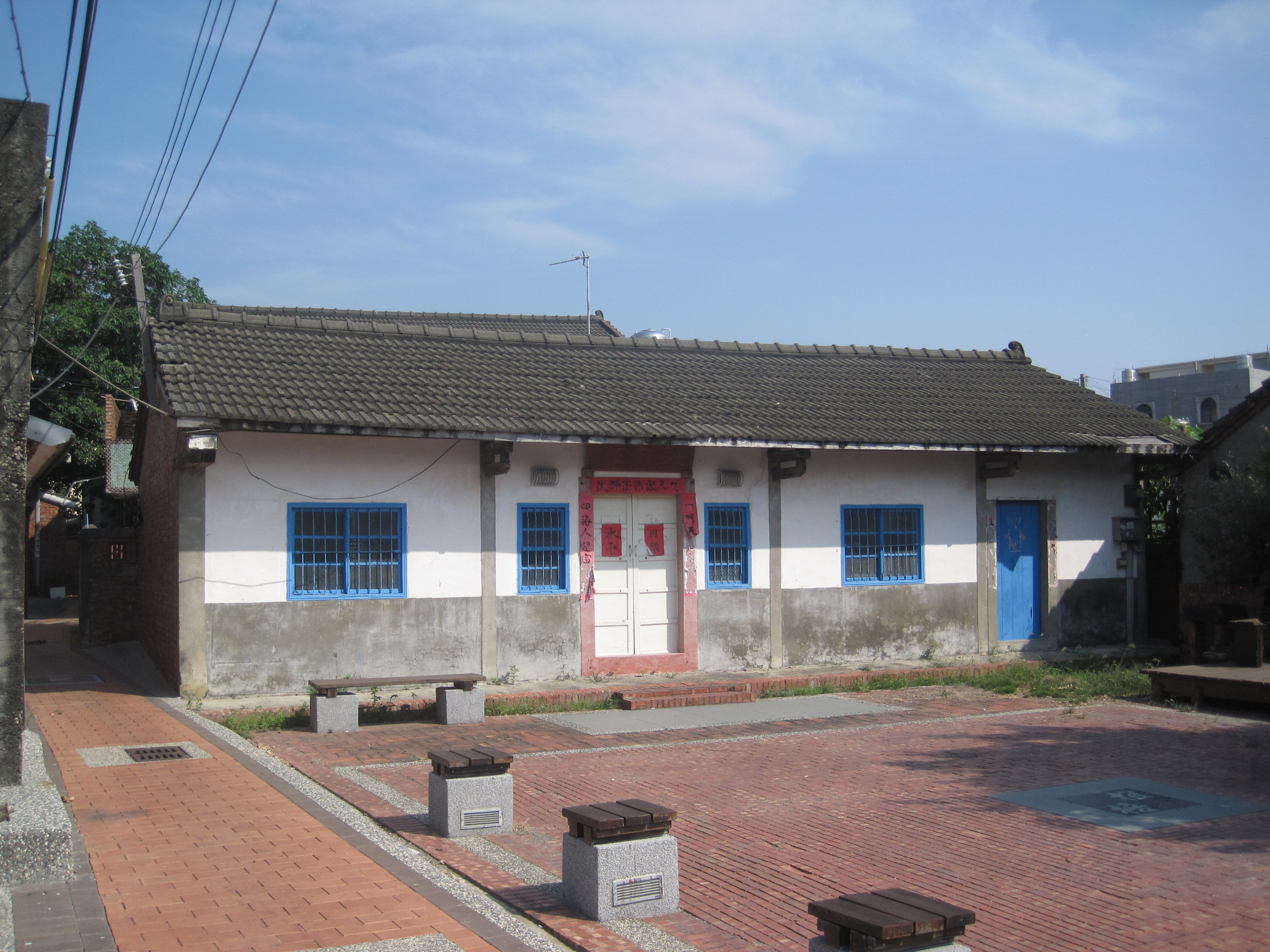
李萬居故居精神啟蒙紀念館

李萬居為定義上的半山仔，在返台初期擔任官方媒體臺灣新生報負責人，與外省籍同僚一同支持臺人奴化論，且與國民黨特務密切來往，在二二八事件後對政府失望，投入民主政治與言論自由的抗爭。擔任中國國民黨的二二八事件善後委員期間，一面接受來自層峰的壓力猜忌，一面忍受來自民眾（對半山集團）的仇視唾棄，但他始終堅持這項艱鉅的工作，在自己也幾乎成為事件受難者的情況下，全力尋求將臺灣人損害降至最低的種種方法。
李氏宗族後世的李文垻於民進黨執政時取得政府撥款，在雲林縣口湖鄉梧北村設立了「李萬居故居精神啟蒙紀念館」，供民眾參觀憑弔。該館成立時，副總統呂秀蓮女士親自到場剪綵致意，2013年雲林農業博覽會期間獲選為農博百大亮點。
研究員許雪姬根據中研院台史所於2008年4月所購得的保密局臺灣站二二八史料指出「《臺灣新生報》社長李萬居派蔡水勝、林章／鐘（因資料中出現此二說法，且二字台語發音相近，故二字並呈）、蔡朝根、許家庭4人，打入報社中的『接收』委員，刺探阮朝日（《臺灣新生報》總經理）、吳金鍊（《臺灣新生報》日文版總編、報社副總編）等人在事件中的動態。」其後，3月12日阮朝日遭國民黨情治人員帶走、處死，吳金鍊也於報社被強行押走，至今下落不明。
許雪姬論文原載於《台灣歷史研究》第21卷4期頁187-217，題目為〈保密局台灣站二二八史料的解讀與研究〉，許雪姬指出該史料出自大小特務的報告，不知是否屬實，決定先進行解讀，並作研究，召開學術研討會，再陸續出版。許雪姬並未對於二二八中的李萬居做出任何評價，亦未提出重新審視對於李萬居的正面評價問題。

## 相關主要研究
- 廈門大學教授楊錦麟，《李萬居評傳》。（台灣由人間出版社印行）
- 呂婉如，「《公論報》與戰後初期台灣民主憲政之發展（1947~1961）」，台灣師範大學歷史研究所碩士論文（89學年度）。
- 戴宛真，「李萬居研究--以辦報與問政為中心」，中興大學歷史系碩士論文（97學年度）。

### 組織、事件
- 二二八事件
- 白色恐怖
- 自由中國
- 中國民主黨
- 台灣省議會

### 相關人物
- 雷震
- 高玉樹
- 郭雨新
- 許世賢
- 郭國基
- 吳三連
- 李源棧

## 外部連結
- 中國青年黨全球資訊網-創黨先賢
- 李萬居故居(李萬居精神啟蒙館) （页面存档备份，存于）